# Wiktor Janaga Poznański
Wiktor Janaga Poznański, także: Wiktor Yanaga Poznański lub Wiktor Janasza Poznański (ur. 7 sierpnia 1889 w Łodzi, zm. 26 września 1935 w Lourdes) – polski malarz żydowskiego pochodzenia, uczeń francuskiego kubisty, Alberta Gleizesa.

## Życiorys
Był synem Hermana (Chaima) Poznańskiego i Żanety z domu Braunstein, miał brata Kazimierza. Był wnukiem łódzkiego fabrykanta Izraela Poznańskiego. W roku 1900 Poznański wyprowadził się wraz z rodziną do Warszawy, gdzie zamieszkał w Alejach Ujazdowskich w Pałacu Lesserów. W 1910 roku wyprowadził się matką do Paryża, gdzie zamieszkali w kamienicy przy avenue Jules-Janin 8. Wiktor wraz z matką prowadził salon towarzyski. Około 1912 roku poznał malarkę Juliette Roche, późniejszą żonę malarza i Alberta Gleizesa, co przyczyniło się do podjęcia nauki u niego w 1921 roku. W trakcie I wojny światowej Poznański był pielęgniarzem i prawdopodobnie pod wpływem okrucieństwa wojny, przyjął chrześcijaństwo i wstąpił do Trzeciego Zakonu Dominikańskiego. W 1920 roku wyjechał do Warszawy w celu wzięcia udziału w wojnie polsko-bolszewickiej.
W latach 1920–1922 i 1924-1926 odbywały się regularnie wystawy z udziałem prac Poznańskiego, szczególnie w salonach, takich jak: Salon Indépendants i Salon d’Automne. Początkowo Poznański malował portrety przedstawicieli elit finansowych i arystokracji, a także martwą naturę. Styl w jakim maluje prawdopodobnie zmienił po poznaniu Gleizesa. Wiosną 1923 wyjechał z rodzicami do Rzymu w poszukiwaniu natchnienia. W Rzymie wówczas umarł jego ojciec – Herman Poznański. Spowodowało to podjęcie decyzji o sprzedaży pałacu w Warszawie i kupnie małej nieruchomości Saint Martin w Vence na Lazurowym Wybrzeżu, a następnie Poznański wraz z matką zmienił mieszkanie w Paryżu w 1926 roku na apartament w kamienicy przy rue Malar 5. 
W 1925 roku Poznański zorganizował wystawę L'Art d'Aujourd'hui, prezentującej stan i kierunki rozwoju kubizmu. Była to pierwsza międzynarodowa wystawa sztuki awangardowej w Paryżu od czasu I wojny światowej. Poznański sfinansował całe przedsięwzięcie, a wystawę przygotował wraz z Theo van Doesburgiem, Albertem Gleizesem, Fernandem Légerem i Josefem Šímą. W 1929 wziął udział w wystawie w Stedelijk Museum w Amsterdamie o nazwie „Esac” („Expositions selectes d’art contemporain”). Poznański zaprezentował na wystawie tryptyk pt. „Tryptique en forme de paravent”. Pod koniec życia, od lipca 1935 roku działał charytatywnie w stowarzyszeniu Confrerie des hospitaliers de Nôtre dame de Lourdes, gdzie pracował jako pielęgniarz w Sanktuarium Matki Bożej w Lourdes. Po krótkiej i intensywnej chorobie (zachorował 22 września 1945 roku) zmarł na „zatrucie krwi”. Po śmierci został wspomniany na łamach „Revue de Lourdes” w broszurze „La belle mort d’un Hospitalier”.

## Życie prywatne
Był bliskim przyjacielem Jarosława Iwaszkiewicza.